# Aeroportul Internațional Chubu Centrair
Aeroportul Internațional Chubu Centrair (IATA: NGO, ICAO: RJGG) este un aeroport din Tokoname, Prefectura Aichi, Japonia ce deservește zona Nagoya. Aeroportul a fost tranzitat în 2023 de 8.507.373 de pasageri. A fost deschis în 17 februarie 2005 și numit după Regiunea Chūbu.
Situat la o altitudine de 5 m, aeroportul dispune de 1 pistă. Este operat de Central Japan International Airport Company⁠(d).

## Infrastructură

### Piste
Aeroportul dispune de o singură pistă. Pista 18/36 are suprafața de asfalt și dimensiunile 3.500 m × 60 m. 